# 톡톡 TV
톡톡 TV(TalkTalk TV)는 영국의 IPTV 방송국이다. 톡톡 그룹에 소속되어 있다.

## 연혁
2006년 설립되었으나, 2011년에 폐쇄되었다.

## 채널
총 999개이며, 라디오 채널은 없다.

## 특이 사항
- 웹사이트는 2011년에 닫혔다.